# Ozyptila pacifica
Ozyptila pacifica är en spindelart som beskrevs av Banks 1895. Ozyptila pacifica ingår i släktet Ozyptila och familjen krabbspindlar. Inga underarter finns listade i Catalogue of Life.